# 长苞三轮草
长苞三轮草（学名：Cyperus orthostachyus var. longibracteatus）为莎草科莎草属三轮草的变种。分布于中国大陆的黑龙江、辽宁等地，一般生于沼泽地里，目前尚未由人工引种栽培。